# Birgit Minichmayr
Birgit Minichmayr sinh ngày 3.4.1977) là nữ diễn viên sân khấu và điện ảnh người Áo.

## Cuộc đời và Sự nghiệp
Minichmayr sinh tại Linz và học kịch nghệ ở "Max-Reinhardt-Seminar" tại Viên. Cô bắt đầu sự nghiệp diễn xuất trên sân khấu nhà hát Burgtheater ở Viên, với nhiều vai diễn trong các vở kịch khác nhau, như vở "Der Reigen" của Arthur Schnitzler (do Sven-Eric Bechtolf đạo diễn), "Troilus and Cressida" của William Shakespeare (do Declan Donnellan đạo diễn) và "Der Färber und sein Zwillingsbruder" của Johann Nestroy (do Karlheinz Hackl đạo diễn). Cô bắt đầu xuất hiện trên màn ảnh từ năm 2000 với vai Barbara Brecht trong phim Abschied của Jan Schütte (diễn chung với Sepp Bierbichler và Monika Bleibtreu). Cô đã đoạt Giải Nestroy của Áo cho tài năng trẻ xuất sắc nhất năm 2000. Năm 2006 cô đóng vai Mizzi Kasper, một trong các người yêu của thái tử Rudolf trong phim Kronprinz Rudolf. Một năm sau, Minichmayr đóng vai hề trong vở kịch King Lear của Shakespeare do Luc Bondy đạo diễn, cũng trên sân khấu nhà hát Burgtheater.
Hiện nay Minichmayr sống ở Berlin và Wien. Cô nói tiếng Anh và diễn xuất trong nhiều phim nói tiếng Anh. Cô thường cộng tác với các đạo diễn István Szabó, Götz Spielmann, Tom Tykwer, Oliver Hirschbiegel, Robert Dornhelm và Doris Dörrie.
Năm 2009, cô đã đoạt Giải Gấu bạc cho nữ diễn viên xuất sắc nhất tại Liên hoan phim Berlin lần thứ 59 cho vai diễn trong phim Alle Anderen của Maren Ade.

## Danh mục phim
| Năm  | Phim                                      | Vai                 | Đạo diễn                   | Ghi chú                                                     |
| 2009 | Alle Anderen                              | Gitti               | Maren Ade                  | Giải Gấu bạc cho nữ diễn viên xuất sắc nhất                 |
| 2007 | Kirschblüten                              |                     | Doris Dörrie               | Phim                                                        |
| 2006 | PolizeiRuf 110 - Kellers Kind             | Aglaia              | Titus Selge                | phim TV                                                     |
| 2006 | Kronprinz Rudolf                          | Mizzi Kasper        | Robert Dornhelm            | phim TV                                                     |
| 2006 | Janu Nakts                                | Maja                | Alexander Hahn             | Phim                                                        |
| 2006 | KrankHeit Der Jugend                      |                     | Students of Michael Haneke | Phim                                                        |
| 2005 | Fallen                                    | Brigitte            | Barbara Albert             | Phim                                                        |
| 2005 | Perfume: The Story of a Murderer          | Grenouille's Mother | Tom Tykwer                 | Phim                                                        |
| 2004 | Daniel Käfer - Die Villen Der Frau Hürsch | Mirz Schlömmer      | Julian Pölsner             | phim TV                                                     |
| 2004 | Spiele Leben                              | Tanja               | Antonin Svoboda            | Phim                                                        |
| 2003 | Downfall                                  | Gerda Christian     | Oliver Hirschbiegel        | Phim                                                        |
| 2003 | Hotel                                     | Petra               | Jessica Hausner            | Phim                                                        |
| 2002 | Liegen Lernen                             | Tina                | Hendrik Handloeghten       | Phim                                                        |
| 2001 | Spiel Im Morgengrauen                     | Steffi              | Götz Spielmann             | phim TV                                                     |
| 2000 | Taking Sides                              | Emmi Straube        | István Szabó               | Phim                                                        |
| 2000 | Tatort - Böses Blut                       | Kathi               | Peter Sämann               | phim TV - Giải Nestroy Prize cho tài năng trẻ xuất sắc nhất |
| 2000 | Abschied                                  | Barbara Brecht      | Jan Schütte                | Phim                                                        |

## Giải thưởng
- 2009: Giải Gấu bạc cho nữ diễn viên xuất sắc nhất